# 神経ステロイド
神経ステロイド（Neurosteroid）は、内因性または外因性のステロイドで、リガンド依存性のイオンチャネルや細胞表面の受容体との相互作用により、神経の興奮性を急速に変化させる事から、神経刺激性ステロイドまたは神経活性ステロイド（Neuroactive steroid）とも呼ばれている。神経ステロイドという言葉は、フランスの生理学者であるÉtienne-Émile Baulieuによって作られた造語で、脳内で合成されるステロイドを指す。神経刺激性ステロイドとは、脳内で合成されたり、内分泌腺で合成されたりして、血流に乗って脳に到達し、脳機能に影響を与えるステロイドを指す。神経刺激性ステロイドという言葉は、1992年にSteven PaulとRobert Purdyによって初めて作られた。これらのステロイドの中には、神経細胞膜の受容体への作用に加えて、核内ステロイドホルモン受容体を介して遺伝子発現に作用するものもある。神経ステロイドは、鎮静作用からてんかんや外傷性脳損傷の治療に至るまで、幅広い臨床応用が期待されている。内因性神経ステロイドであるアロプレグナノロンの合成アナログであるガナキソロンは、てんかんの治療薬として研究されている。

## 分類
活性と構造の違いから、神経ステロイドは幾つかのグループに大別される。

### 抑制性神経ステロイド
これらの神経ステロイドは、神経伝達を抑制する作用を持つ。GABAA受容体（特にδサブユニットを含むアイソフォーム）の陽性アロステリック調節因子として作用し、抗うつ作用、抗不安作用、ストレス軽減作用、報酬作用、向社会性作用、抗攻撃性作用、性欲増進作用、鎮静作用、睡眠増進作用、認知・記憶抹消作用、鎮痛作用、麻酔作用、抗痙攣作用、神経保護作用、神経原性作用等の作用がある。
主な例としては、テトラヒドロデオキシコルチコステロン（THDOC）、アンドロスタンの3α-アンドロスタンジオール、コレスタンのコレステロール、プレグナン類のプレグナノロン、アロプレグナノロン（3α,5α-THP）等がある。

### 興奮性神経ステロイド
これらの神経ステロイドは、神経伝達において興奮作用を有する。GABAA受容体の強力な陰性アロステリック調節因子、NMDA受容体の弱い陽性アロステリック調節因子、および/またはσ1受容体の作動薬として作用し、主に抗うつ作用、不安神経症、認知・記憶増強作用、痙攣作用、神経保護作用、神経原性作用等の作用がある。
主な例としては、プレグナン類の硫酸プレグネノロン（PS）、エピプレグナノロン、イソプレグナノロン、アンドロスタン類のデヒドロエピアンドロステロン（DHEA）、硫酸デヒドロエピアンドロステロン（DHEA-S）、コレスタン類の24(S)-ヒドロキシコレステロール（NMDA受容体選択性、非常に強力）等がある。

### フェロモン
フェロモンは、鋤鼻（じょび）受容体細胞の活性化を介して、脳の活動、特に視床下部の機能に影響を与える神経ステロイドである。
フェロモンには、アンドロスタン類のアンドロスタジエノール、アンドロスタジエノン、アンドロステノール、アンドロステノンや、エストラン類のエストラテトラエノール等がある。

### その他の神経ステロイド
また、プレグネノロン、プロゲステロン、エストラジオール、コルチコステロン等の内因性ステロイドも神経ステロイドの一種である。しかし、これらの神経ステロイドは、上記のものとは異なり、GABAAやNMDA受容体を調節する事はなく、代わりに様々な他の細胞表面受容体や非ゲノム標的に影響を与える。また、プレグネノロン、プロゲステロン、コルチコステロン、デオキシコルチコステロン、DHEA、テストステロンなどの多くの内因性ステロイドは、（他の）神経ステロイドに代謝され、いわゆる神経ステロイド前駆体として効果的に機能する。

## 生合成
神経ステロイドの生合成は、コレステロールから始まり、プレグネノロンに変換され、さらに他のすべての内因性ステロイドに変換される。神経ステロイドは、脳内で局所的に合成された後、あるいは末梢由来の副腎ステロイドや性腺ステロイドが変換されて生成される。神経ステロイドは、末梢から取り込まれたコレステロールやステロイド前駆体から、特に髄鞘グリア細胞に蓄積される。抑制性神経ステロイドの生合成には5α-還元酵素I型と3α-ヒドロキシステロイド脱水素酵素が、興奮性神経ステロイドの生成には3β-ヒドロキシ-Δ5-ステロイドデヒドロゲナーゼとヒドロキシステロイド硫酸基転移酵素が関与している。

## 作用
神経ステロイドの主な生物学的機能としては、神経の可塑性、学習・記憶プロセス、行動、発作感受性、ストレス・不安・抑うつに対する反応等の調節が知られている。また、神経ステロイドは、様々な性的二形行動や情動反応にも重要な役割を果たしていると思われる。
急性ストレスは、アロプレグナノロンのような抑制性の神経ステロイドの濃度を上昇させ、これらの神経ステロイドは、ストレスの影響の多くを打ち消す事が知られている。これはエンドルフィンの場合と同様で、エンドルフィンはストレスや身体的な痛みに反応して分泌され、そのような状態の負の主観的な影響を打ち消す。このように、神経調節物質の生物学的機能の一つは、感情の恒常性を維持する事であると考えられている。慢性的なストレスは、アロプレグナノロンの減少、アロプレグナノロンのストレス応答性の変化、精神疾患、視床下部-下垂体-副腎軸の調節障害などと関連していると言われている。
月経前症候群(PMS)、月経前不快気分障害(PMDD)、産後うつ病(PPD)、産後精神病、無症候性てんかん等の様々な女性特有の症状には、月経周期や妊娠中の抑制性神経ステロイドの濃度の変動が重要な役割を果たしていると考えられる。また、男女の思春期や女性の更年期に起こる気分、不安、性欲の変化にも、神経ステロイド濃度の変化が関与しているのではないかと考えられている。
抑制性の神経ステロイド、すなわちアロプレグナノロンの濃度が上昇すると、ネガティブな気分、不安、苛立ち、攻撃性等の逆説的な作用が生じる。これは、ベンゾジアゼピン系、バルビツール酸系、エタノール等の他のGABAA受容体の陽性アロステリック調節因子と同様に、これらの神経ステロイドが二相性のU字型作用を有する為と考えられる。中程度の濃度（黄体期レベルにほぼ相当する総アロプロゲステロン1.5〜2nM/Lの範囲）ではGABAA受容体の活性を阻害し、低濃度および高濃度では受容体の活性を促進する。

## 生理活性

### シグマ1受容体
| 化合物                           | Ki (nM) | 作用   | 動物種     | 出典          |
| -------------------------------- | ------- | ------ | ---------- | ------------- |
| プロゲステロン                   | 268     | 阻害薬 | モルモット | [ 45 ] [ 46 ] |
| デスオキシコルチコステロン       | 938     | 未知   | モルモット | [ 45 ] [ 46 ] |
| テストステロン                   | 1,014   | 未知   | モルモット | [ 45 ] [ 46 ] |
| プレグネノロン                   | ND      | 作動薬 | ND         | ND            |
| 硫酸プレグネノロン               | 3,198   | 作動薬 | モルモット | [ 45 ] [ 46 ] |
| デヒドロエピアンドロステロン     | 3,700   | 作動薬 | ?          | [ 46 ]        |
| 硫酸デヒドロエピアンドロステロン | ND      | 作動薬 | ND         | ND            |
| コルチコステロン                 | 4,074   | 未知   | モルモット | [ 45 ]        |

## 治療への応用

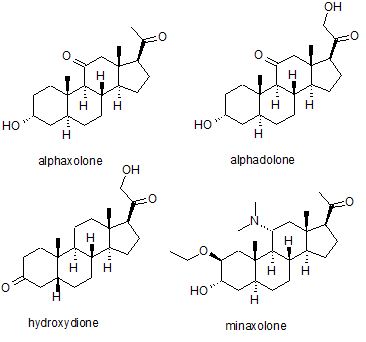
臨床で使用されている古い合成神経刺激性ステロイド剤

### 麻酔
いくつかの合成神経ステロイドは、外科手術を行う際の全身麻酔を目的とした鎮静薬として使用されてきた。代表的なものとしては、アルファキソロン、アルファドロン、ヒドロキシジオン、ミナキソロン等が挙げられる。最初に登場したのはヒドロキシジオンで、5β-プレグナンジオンの21-ヒドロキシ誘導体をエステル化したものである。ヒドロキシジオンは安全性が高く、有用な麻酔薬である事が判ったが、水溶性が低い為か、注射すると疼痛や刺激性が感じられた。この為、新しい神経活性ステロイドが開発された。次に発売されたのは、アルファキソロンとアルファドロンの合剤であった。この薬は、稀に重篤な毒性反応を示した為、人間への使用は中止されたが、獣医学ではまだ使用されている。次にヒトの医療に導入された神経ステロイド系麻酔薬は、合剤の約3倍の効力を持ち、同合剤で見られた毒性の問題はなく、良好な安全性プロファイルを維持している新薬のミナキソロンであった。しかし、この薬剤も、臨床使用上の問題ではなく、動物実験で発がん性の可能性が示唆され、代替薬がある事から、リスクの可能性が市場に残しておくメリットを上回ると判断され、最終的に販売中止となった。

### ガナキソロン

開発段階の神経刺激性ステロイド剤ガナキソロン

プロゲステロンの代謝物であるアロプレグナノロンの類似体である神経ステロイドのガナキソロンは、動物モデルを用いた研究が盛んに行われており、現在、てんかんの治療薬として臨床試験が行われている。ガナキソロンを含む神経ステロイドは、動物モデルにおいて幅広い活性を示す。また、他のGABAA受容体調節薬、特にベンゾジアゼピン系薬剤と比較して、長期間の使用でも耐性が生じないという利点がある。
成人の部分発作患者を対象とした第II相無作為化プラセボ対照試験（10週間）において、安全性、忍容性、有効性が確認された。また、104週間のオープンラベル延長試験でも引き続き有効性が確認された。また、非臨床試験の結果から、妊娠中の使用についてもリスクが低いことが示唆されている。本薬は、てんかんの治療に加えて、幅広い神経疾患および精神疾患の治療にも応用できる可能性がある。現在、心的外傷後ストレス障害および脆弱X症候群を対象とした概念実証試験が進行中である。

### 月経てんかん
月経てんかんの治療法として、発作（英語版）頻度が増加する月経周期の期間にガナキソロン等の神経活性ステロイドを用いる、いわゆる「神経ステロイド補充療法」が提案されている。また、アロプレグナノロンへのプロドラッグとして確実な挙動を示す微粉末プロゲステロンも、同様に月経てんかんの治療法として提案されている。

### アロプレグナノロン
アロプレグナノロン（SAGE-547）は、超難治性てんかん重積状態、産後うつ病、本態性振戦の静脈内投与の治療薬として開発されていた。

### その他の応用
4,16-アンドロスタジエン-3β-オール（PH94B）は、合成フェロモンまたはフェリンと呼ばれる神経ステロイドで、女性の不安障害の治療薬として研究されている。
3β-メトキシプレグネノロン（MAP-4343、プレグネノロン3β-メチルエーテル）は、プレグネノロンと同様に微小管結合タンパク質2（MAP2）と相互作用する合成神経活性ステロイドおよびプレグネノロン誘導体であり、脳・脊髄損傷やうつ病の治療などの臨床使用を目指して開発中である。

## 抗うつ作用での役割
フルオキセチンやフルボキサミンなどの抗うつ薬は、一般的に選択的セロトニン再取り込み阻害薬（SSRI）として作用する事でうつ病に影響を与えると考えられているが、セロトニンの再取り込みに影響を及ぼさない用量で、特定の神経ステロイド（うつ病患者では頻繁に欠乏している）の濃度を正常化する事も判明している。このことから、うつ病に対するこれらの薬剤の有効性には、神経ステロイドが関与する別の作用もあると考えられる。

## 神経ステロイドへのベンゾジアゼピンの作用
ベンゾジアゼピン系薬剤は、輸送タンパク質（TSPO；「末梢ベンゾジアゼピン受容体」）への作用により、神経ステロイドの代謝に影響を与える可能性がある。ベンゾジアゼピンのGABAA受容体に対する薬理作用は、神経ステロイドの薬理作用と類似している。個々のベンゾジアゼピン系薬剤が神経ステロイド濃度を変化させる能力に影響を与える要因は、個々のベンゾジアゼピン系薬剤がTSPOと相互作用するか否かに依存する可能性がある。また、ベンゾジアゼピン系薬剤の中には、神経ステロイド生成酵素を阻害し、神経ステロイドの合成を低下させるものがある。